# Cebalrai
Cebalrai eller Beta Ophiuchi (β Ophiuchi, förkortat Beta Oph, β Oph) som är stjärnans Bayerbeteckning, är en stjärna belägen i den norra delen av stjärnbilden Ormbäraren. Den har en skenbar magnitud på 2,7 och är klart synlig för blotta ögat. Baserat på parallaxmätning inom Hipparcosuppdraget på ca 39,8 mas, beräknas den befinna sig på ett avstånd av ca 82 ljusår (25 parsek) från solen.

## Nomenklatur
Beta Ophiuchus har de traditionella namnen Cebalrai, Celbalrai, Cheleb och Kelb Alrai (eller ibland bara Alrai), alla härledda från det arabiska كلب الراعي kalb al-rā'ī "herdens hjärta". År 2016 organiserade Internationella astronomiska unionen en arbetsgrupp för stjärnnamn (WGSN)  med uppgift att katalogisera och standardisera riktiga namn för stjärnor. WGSN fastställde namnet Cebalrai för denna stjärna den 21 augusti 2016, som nu är inskrivet i IAU:s Catalog of Star Names.

## Egenskaper
Cebalrai  är en orange till röd jättestjärna av spektralklass K2 III. Den har en massa som är 13 procent större än solens massa och en uppskattad radie som är ca 12 gånger större än solens. Den utsänder från dess fotosfär 63 gånger mera energi än solen vid en effektiv temperatur på ca 4 467 K. Liksom några andra jättar av typ K har Cebalrai visat sig variera något litet (0,02 magnitud) i ljusstyrka. Den ingår i den tunna skivdelen av Vintergatan och följer en bana med låg excentricitet genom galaxen på ett avstånd på 27 300-30 900 ljusår från galaxens centrum och upp till 620 ljusår över eller under det galaktiska planet.
Variationer i radialhastigheten med en period på 142 dygn ger en antydan om eventuell närvaro av en planet som kretsar kring Cebalrai. Hittills har inget planetobjekt bekräftats (2017) och periodiska radiella pulsationer orsakade av inneboende stjärnaktiviteter kan förklara de observerade variationerna.